# Xã Leaf Valley, Quận Douglas, Minnesota
Xã Leaf Valley (tiếng Anh: Leaf Valley Township) là một xã thuộc quận Douglas, tiểu bang Minnesota, Hoa Kỳ. Năm 2010, dân số của xã này là 457 người.